# Chotiněves
Chotiněves är en ort i Tjeckien.   Den ligger i regionen Ústí nad Labem, i den nordvästra delen av landet, 50 km norr om huvudstaden Prag. Chotiněves ligger 257 meter över havet och antalet invånare är 197.
Terrängen runt Chotiněves är platt åt sydost, men åt nordväst är den kuperad. Terrängen runt Chotiněves sluttar söderut.Runt Chotiněves är det ganska glesbefolkat, med 35 invånare per kvadratkilometer. Närmaste större samhälle är Litoměřice, 10,6 km väster om Chotiněves. Trakten runt Chotiněves består till största delen av jordbruksmark.